# レフランコーレ
レフランコーレ（伊: Refrancore）は、イタリア共和国ピエモンテ州アスティ県にある、人口約1,600人の基礎自治体（コムーネ）。

## 地理

### 位置・広がり

#### 隣接コムーネ
隣接するコムーネは以下の通り。括弧内のALはアレッサンドリア県所属を示す。
- アスティ
- カスタニョーレ・モンフェッラート
- カステッロ・ディ・アンノーネ
- モンテマーニョ
- クアットルディオ (AL)
- ヴィアリージ

#### 地震分類
イタリアの地震リスク階級 (it) では、4 に分類される
。

## 行政

### 分離集落
レフランコーレには、以下の分離集落（フラツィオーネ）がある。
- Barcara, Bonina, Calcini, Maddalena, Platona, Rossi